# Appelle-moi si tu meurs
 (mars 2019).
Si vous disposez d'ouvrages ou d'articles de référence ou si vous connaissez des sites web de qualité traitant du thème abordé ici, merci de compléter l'article en donnant les références utiles à sa vérifiabilité et en les liant à la section « Notes et références ».
Appelle-moi si tu meurs est une série télévisée canadienne de huit épisodes de 44 minutes écrite par Pierre-Yves Bernard et Claude Legault. Elle est diffusée le 28 février 2019 sur Club Illico.

## Synopsis
Policier de la Sûreté du Québec dépêché en Thaïlande, Jean-François est forcé de revenir au Québec pour traquer des criminels notoires. À Montréal contre son gré, les choses se corsent quand il apprend qu'il doit concentrer ses efforts sur le groupe auquel appartient Mario, un ami de longue date propriétaire d'un studio de danse devenu lieutenant de la mafia italienne.

## Distribution
- Claude Legault : Jean-François Lelièvre (JF)
- Denis Bernard : Mario Vietti
- Elkahna Talbi : Kalila
- Louis Champagne : Fabio Vietti
- Paul Zinno : Steamer
- Pierre Curzi : Cesare
- Isabelle Vincent : Sam Burke
- Léa Roy : Sofia
- Didier Lucien : Charles Olivier Latortue
- Jocelyne Zucco : Mamma
- Magalie Lépine-Blondeau : Crystel Simard
- Karlo Vince Marra : Anania Orsina
- Paul Ahmarani : André L'Espérance
- Charles-Alexandre Dubé : Joey